# Kartika Airlines
Kartika Airlines war eine indonesische Fluggesellschaft mit Sitz in Jakarta.

## Geschichte
Kartika Airlines wurde 2001 als 100%ige Tochter der PT Truba gegründet. Der Erstflug fand am 15. Mai 2001 statt, der Betrieb aber bereits im Folgejahr wieder eingestellt. Ab etwa Anfang 2004 erfolgten erneute Flugdienste, die im November 2004 erneut unterbrochen wurden. Die dritte Betriebsaufnahme erfolgte am 15. Juni 2005. Wie fast alle indonesischen Fluggesellschaften stand auch Kartika Airlines ab 2007 auf der schwarzen Liste der EU. Der Flugbetrieb wurde im Jahr 2010 endgültig eingestellt.

## Flugziele
Ab Jakarta flog Kartika Airlines nach Medan, Palembang, Semarang, Yogyakarta und Pangkalan Bun.

## Flotte
Insgesamt betrieb die Gesellschaft sieben Flugzeugen, diese aber nicht alle gleichzeitig:
- 5 × Boeing 737-200
- 1 × Boeing 737-400
- 1 × McDonnell Douglas MD-80